# Silene uniflora
Silene uniflora là loài thực vật có hoa thuộc họ Cẩm chướng. Loài này được Roth miêu tả khoa học đầu tiên năm 1794.